# 东瓯 (星官)
东瓯是中国古代星官之一，属于二十八宿中的翼宿，《丹元子步天歌》有描述“五个黑星翼下头，欲知名字是东瓯”，但是东瓯五颗星均无对应恒星。